# Botanicon Gallicum
Botanicon Gallicum (abreviado Bot. Gall.) es un libro con ilustraciones y descripciones botánicas que fue escrito por el botánico suizo Jean Étienne Duby y publicado un primer volumen en el año 1828 con el nombre de Aug. Pyrami de Candolle Botanicon Gallicum, pars prima Plantas Vascullares y un segundo volumen en el año 1830 titulado Aug. Pyrami de Candolle Botanicon Gallicum, pars secunda, Plantas Cellulares.
Publica su Botanicon gallicum (2 vols., 1828-1830) y una monografía de las primuláceas en el tomo VIII del Prodromus (1844) de Augustin de Candolle. 